# Fédération islandaise de hockey sur glace
La Fédération islandaise de hockey sur glace est une organisation de hockey sur glace et a comme nom Íshokkísamband Íslands. Elle est l'organisme chargé du hockey sur glace en Islande, que ce soit international ou national.

## Principaux Championnats

### Masculin
- Islandsmot Meistaraflokks

### Féminin
- Championnat d'Islande de hockey sur glace féminin

### International
- Équipe d'Islande de hockey sur glace
- Équipe d'Islande de hockey sur glace féminin